# Joe Simon
Pour les articles homonymes, voir Simon.
Compléments
cocréateur de Captain America, créateur des Romance comics
Joe Simon, né le 11 octobre 1913 et mort le 14 décembre 2011 à l'âge de 98 ans, est un dessinateur, éditeur et auteur de comics américain.

## Biographie

### Les premières années
Joe Simon, de son vrai nom Hymie Simon, naît le 11 octobre 1913 à Rochester dans l'état de New York d'un père tailleur, Harry Simon, juif anglais vivant depuis peu aux États-Unis. Sa mère Rose, n'appréciant pas le prénom choisi par le père, appelle son fils Joe, prénom qui lui restera jusqu'à sa mort. Il est très tôt attiré par le dessin et c'est grâce à ses talents de graphiste qu'il trouve son premier emploi pour les journaux de Rochester et de Syracuse. Il retouche des photographies, dessine des illustrations pour les pages sportives, ce qui l'amène, d'ailleurs, à écrire des articles pour ces pages. Il commence par travailler pour la Paramount. En 1940, il propose ses services à la Fox Feature Syndicate, une entreprise qui publie des comics strips. Il y rencontre Jack Kirby avec lequel il va nouer une fructueuse association en créant un studio. Leur premier client est l'éditeur Timely Comics, l’ancêtre de Marvel Comics, pour lequel ils créent une série de héros : Red Raven, Comet Pierce, Mercury, the Vision, Hurricane, Tuk the Cave-Boy. Puis au début de 1940, Goodman engage Joe Simon comme éditeur en Chef de Marvel Comics. Si les premiers comics proposés sous la direction de Simon ne gagnent pas le lectorat, cela change en décembre 1940 quand Simon et Kirby créent une série qui connaît immédiatement un immense succès : Captain America . Le comic book se vend à plus d'un million d'exemplaires ce qui à l'époque n'est pas un chiffre exceptionnel mais montre cependant que la série a de très bonnes ventes.
Encouragés par ce succès, Simon et Kirby continuent dans cette voie des comics patriotiques et créent Young Allies qui met en scène Bucky Barnes, le sidekick de Captain America, Toro, le sidekick de Human Torch et des adolescents luttant contre des nazis. Toutefois Joe Simon apprend que Martin Goodman ne respecte pas le contrat le liant à Kirby et Simon et de ne leur verse pas toutes les sommes auxquels ils auraient droit. Comme dans le même temps DC Comics veut attirer Simon et Kirby, les deux auteurs acceptent de travailler en plus pour National Comics. Goodman choisit alors de se séparer du tandem et Simon et Kirby partent finalement pour DC qui accepte d'engager les deux artistes avec un salaire double de celui payé par Timely.
Ainsi, forts de leur succès, Simon et Kirby vont chez l'éditeur National Comics pour reprendre des séries déjà existantes comme Sandman ou Manhunter publiées dans Adventure Comics ou créer de nouveaux best-sellers comme The Newsboy Legion dans Star Spangled Comics et The Boys Commandos. Pour répondre à toutes ces sollicitations Kirby et Simon travaillent très vite (parfois jusqu'à 6 pages par jour), ce qui leur assure un revenu important. Cette collaboration dure jusqu'en 1943, date à laquelle les deux hommes sont appelés à servir sous les drapeaux. Joe Simon reste aux États-Unis et est affecté chez les garde-côtes. Il participe à des patrouilles avant d'avoir une nouvelle affectation pour dessiner des comics d'information destinés aux recrues potentielles.

### L'après-guerre

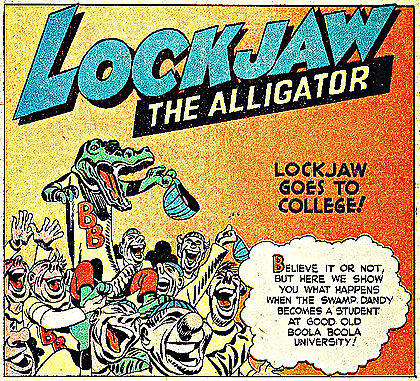
Lockjaw the alligator a été créé par Joe Simon et Jack Kirby.

En 1945, Simon et Kirby se retrouvent et reforment leur association. Joe Simon signe un contrat avec l'éditeur Harvey Comics. Les conditions sont très avantageuses pour les deux artistes comparées à celles que leur propose National. De plus, dans les bureaux de l'éditeur il rencontre celle qui deviendra sa femme en 1946, Harriett. Malheureusement, à cette période, le monde des comics books connaît une crise de surproduction. Les marchands de journaux ne peuvent présenter tous les comics qui paraissent ce qui les amène à accepter les séries qui connaissent déjà le succès et à renvoyer les nouveautés. Face à cette crise, Harvey dénonce l'arrangement le liant à Kirby et Simon et ceux-ci se retrouvent sans emploi.
Heureusement, Joe Simon parvient à signer, à l'été 1946, un accord avec la maison d'édition Crestwood qui produit des livres, des magazines et des comics ; dans ce dernier cas, la dénomination de l'éditeur est alors Prize Comics. Dans un premier temps, Kirby et Simon s'inspirent des comics qui se vendent bien pour créer leurs œuvres. Ainsi ils proposent Headline sous-titré The Crime Never Pays car le comic Crime Does Not Pay est diffusé à plus d'un million d'exemplaires. De même, comme les comics d'humour animaliers connaissent le succès, ils créent Lockjaw the Alligator.

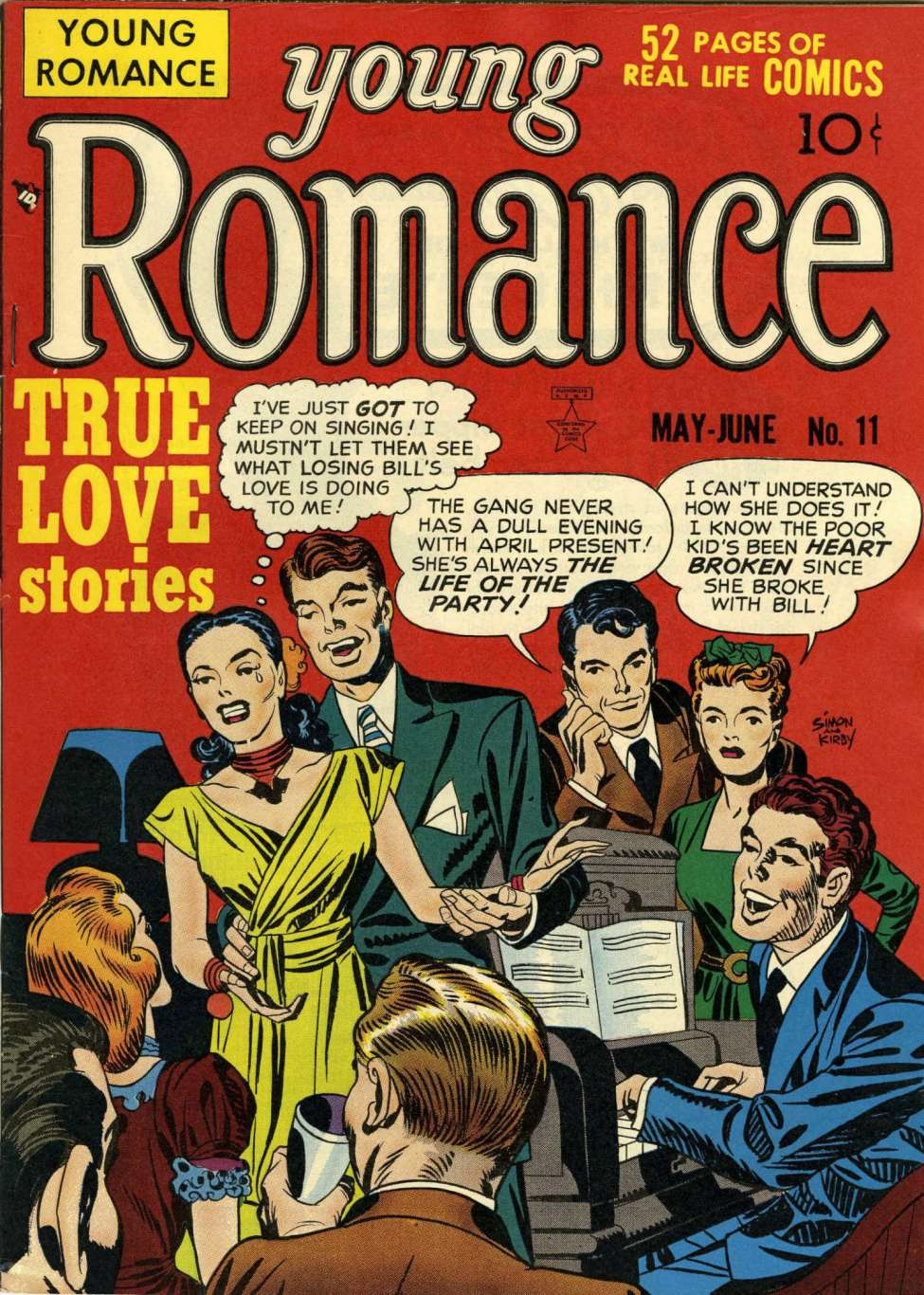
Couverture de Young Romance no 11 (mai-juin 1949). Avec cette série, Simon et Kirby ont créé le romance comics.

Cependant, Kirby et Simon ne se contentent pas de suivre les modes, ils en créent également. Ils inventent un nouveau genre, le romance comics. En juin 1947 sort le premier numéro de Young Romance. Le succès est immédiat ; entre le premier et le troisième numéro le nombre d'exemplaires imprimés est triplé,. Cela incite Kirby et Simon à créer d'autres comics de ce genre, Young Love en 1949 et Young Brides en 1952. Les ventes dépassent à chaque fois le million d'exemplaires,.
D'autres créations émaillent cette période : Boy's Ranch (western), Black Magic (paranormal), The Strange world of your Dreams (l'interprétation des rêves) et Fighting American. Ce dernier relate les aventures d'un super-héros patriotique contre les communistes mais au lieu de traiter cela sérieusement, à partir du deuxième numéro, le comic le fait d'une façon parodique avec des communistes plus ridicules que méchants.
En 1954, Kirby et Simon, bien qu'ils continuent de dessiner des séries pour Prize, décident de se lancer dans l'auto-édition en créant Mainline Publications. Quatre séries sont lancées : Bulls Eye (western), Police Trap (policier), In Love (romance) et Foxhole (guerre). Le moment ne pouvait être plus mal choisi pour voler ainsi de ses propres ailes car les comics sont à cette époque sous l'accusation de pervertir la jeunesse américaine. Une commission sénatoriale est mise en place pour étudier les liens entre les comics et la hausse de la délinquance juvénile. Pour éviter une censure d'état, les éditeurs de comics décident de former la Comics Magazine Association of America qui édite le Comics code. La maison d'édition EC Comics ne peut plus, de ce fait, proposer ses comics d'horreur ce qui entraîne la faillite de son distributeur qui se trouve être le même que celui de Mainline. Mainline est obligée de cesser ses activités et est rachetée par Charlton Comics Group. Kirby et Simon continuent donc de travailler sur ces séries avec ce nouvel éditeur et sur celles qu'ils proposaient chez Prize.
L'équipe Simon et Kirby se sont réunis brièvement en 1959 avec Simon écrivant et collaborant sur l'art pour Archie Comics, où le duo a mis à jour le super-héros The Shield dans les deux numéros The Double Life of Private et j'ai créé un nouveau super-héros, The Fly.

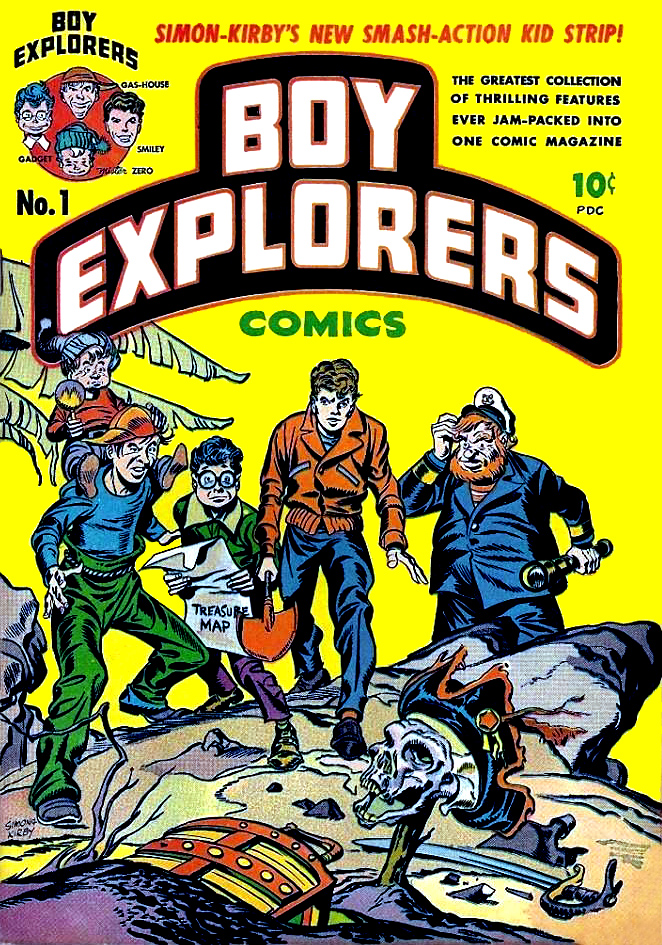
Boy Explorers a été créé par Joe Simon et Jack Kirby.

Si Kirby et Simon s'entendent toujours très bien, chacun cherche cependant à travailler en solo. Joe Simon commence par se tourne vers la publicité avant de revenir vers les comics et de travailler pour Harvey Comics. Là, il fonde le magazine parodique Sick en août 1960, en s'inspirant de Mad. Il dirige cette revue jusqu'aux années 1980. Il travaille aussi sur Casper the friendly ghost et Ritchie Rich. En 1966, il est nommé directeur éditorial pour cet éditeur et il lance une série de comics de super héros et pour cela engage Jack Kirby. Par la suite, il part pour DC Comics où il crée des comics tels que Brother Power The Geek et Prez,.
En 1999, Joe Simon a récupéré les droits du Fly grâce à la résiliation du droit d'auteur. Pour un concept appelé ShieldMaster, créé par Jim Simon, Joe Simon a fourni un prototype. Dans les années 2000 Simon a autorisé ShieldMaster et Fly pour les magazines Strange, Futura et Étranges Aventures publiées par Organic Comix,,,. ShieldMaster est publié aux Etats-Unis via financement participatif sur les sites Kickstarter et Indiegogo.

## L'héritage

### Les créations majeures
Captain America
Au début de l'année 1940, Joe Simon et Jack Kirby commencent à travailler pour Timely. Les tensions internationales qui préfigurent une guerre prochaine et la situation des juifs en Allemagne qui touche particulièrement Simon, Kirby et Martin Goodman (propriétaire de Timely), tous trois juifs, poussent à la création d'un nouveau super-héros patriotique. La première apparition de ce personnage, nommé Captain America, se fera dans le premier numéro de Captain America Comics qui paraît le 20 décembre 1940 (la date inscrite sur la couverture est mars 1941). Ce premier épisode connaît un énorme succès avec des ventes qui dépassent le million d'exemplaires (ce chiffre n'est pas rare à l'époque mais il marque le succès). Simon et Kirby ne réalise que les dix premiers épisodes avant de partir pour DC Comics mais Captain America continue à être publié par Timely jusque dans les années 1950. Le personnage reviendra dans les années 1960 d'abord dans Les Vengeurs puis dans Tales of Suspense. Marvel s'arroge alors tous les droits sur ce personnage et il faut attendre 2003 pour que Simon et Kirby soient reconnus comme créateur du personnage et qu'une partie des royalties versées à Marvel pour l'utilisation du héros leur soit remise.
The Newsboy Legion et The Boys Commandos
En avril 1942, dans le 7e numéro de Star Spangled Comics, Kirby et Simon proposent pour DC comics une nouvelle série nommée The Newsboy Legion, starring the Guardian. Ils créent ainsi un nouveau concept qui sera par la suite souvent repris, celui du groupe d'adolescents auquel il arrive d'extraordinaires aventures, l'adulte ne fait qu'épauler ces jeunes. Cette idée plaît tellement que Star Spangled Comics devient une des meilleures ventes de DC Comics. En juin 1942, dans le no 64 de Detective Comics apparaît un nouveau groupe de jeunes, toujours accompagnés d'un adulte, The Boy Commando, composé de quatre adolescents, chacun d'une nationalité différente, un Anglais, un Néerlandais, un Français et un Américain. Fin 1942, le groupe gagne son propre comic. Tout le temps que dure leur collaboration, Kirby et Simon utilisent plusieurs fois cette idée : en mai 1946 paraît le 1er numéro de Boy Explorers publié par Harvey (deux numéros seulement paraissent) et en octobre 1950 Boy's ranch est un western mettant en scène un groupe de jeunes.
Les romance comics
En 1947, Simon et Kirby sont des auteurs reconnus et ils ont déjà par le passé créé des comics importants tel que Captain America en 1940. Cependant cette année est celle d'un événement important pour le duo et plus largement pour l'industrie des comics. Pour Prize, Simon et Kirby vont créer un nouveau genre : le comic sentimental. En septembre 1947, est publié le premier numéro de Young Romance. Le succès est immédiat et les ventes dépassent régulièrement le million d'exemplaires. Dès lors, de nombreux éditeurs vont copier la formule et le marché des comics va être submergé de titres à l'eau de rose : My Romance (août 1948) chez Timely, Sweetheart (octobre 1948) chez Fawcett, Young Love de Kirby et Simon chez Prize (1949)… 147 titres paraissent durant les années 1949-1950 avant que cette surproduction soit délaissée par les lecteurs et que ne reste que 30 titres en 1951 (dont ceux de Simon et Kirby qui continuent à bien se vendre ; un troisième titre sera même ajouté en 1952 : Young Brides).
Fighting American
En 1954, Joe Simon et Jack Kirby travaillent pour Prize pour qui ils ont déjà créé des comics policiers, des comics de romance, etc. Joe Simon propose à Jack Kirby de créer, en plus, un nouveau super-héros patriotique, sur le modèle de Captain America. L'ennemi à cette époque de la guerre froide n'est pas le nazisme mais le communisme et ce nouveau héros nommé « Fighting American », aidé d'un jeune acolyte nommé Speedboy, combattra surtout de dangereux Russes ou de menaçants Chinois. L'originalité des histoires racontées tient à la place de l'humour. Si le premier numéro se veut sérieux, par la suite les situations et les personnages sont plus caricaturaux, les histoires ont une tonalité plus comique. La série de comics connaît 10 numéros bimestriels (d'avril 1954 à avril 1955) puis en octobre 1966, les éditions Harvey tenteront de relancer le personnage : cet essai ne durera qu'un numéro.

### Autres créations

#### DC Comics
- Brother Power the Geek : Brother Power est un mannequin qui, comme la créature de Frankenstein, s'anime grâce à un éclair. Il est adopté par un groupe de hippie et combat des motards. Créé en 1968, le comic book ne dure que deux numéros. Mort Weisinger, éditeur des comics de Superman après avoir feuilleté le comics, demande son arrêt immédiat car il n'accepte pas que la culture hippie soit présentée dans une œuvre publiée par DC. Le personnage disparaît jusqu'en 1989 lorsque Neil Gaiman l'utilise dans un épisode de Swamp Thing. En 1993, Rachel Pollack et Mike Allred lui consacrent un comic book[28].
- Prez. Ce comics, créé en 1973, raconte l'histoire d'un adolescent, prénommé Prez, qui, manipulé par un mystérieux personnage nommé Boss Smiley (dont le visage est un smiley jaune, est élu président des États-Unis. Ayant découvert les manigances de Boss Smiley, Prez va lutter contre celui-ci, aidé par le directeur du FBI, un amérindien qui a transféré son bureau dans un teepee près du Potomac[29]. Cet univers surréaliste ne trouve pas son lectorat et le comic book ne connaît que quatre numéros[2] de septembre 1973 à mars 1974. Neil Gaiman fait sortir Prez des limbes de l'oubli dans le no 54 de Sandman[29].
- Outsiders
- The Green Team: Boy Millionaires

### Archie
- The Fly
- Private Strong

#### Autres éditeurs
- Blue Bolt
- Stuntman

### Influence
Même si du duo Simon et Kirby, c'est ce dernier qui est le plus célèbre et a le plus influencé les générations suivantes d'artiste, il n'en reste pas moins que Joe Simon a aussi contribué à l'essor des comics books et qu'il a influencé de nombreux artistes. Ainsi Neil Gaiman explique que « les créations de Simon et Kirby étaient pleines de vie » ; elles l'ont certainement influencé puisqu'il a repris les personnages de Brother power the Geek et de Prez. De même pour un scénariste comme Ed Brubaker, Simon et Kirby étaient des « titans ». En tant qu'éditeur et auteur chez Timely en 1940 il a aussi donné un exemple au jeune Stan Lee, alors garçon à tout faire qui est devenu par la suite le responsable de l'essor de Marvel Comics. Ce dernier reconnaît tout ce qu'il doit à Joe Simon dans une interview en expliquant : « Joe Simon fut mon premier patron chez Marvel qui s'appelait alors Timely Comics. Il était incroyablement talentueux tant comme artiste que comme scénariste...Je n'aurais pu avoir meilleur mentor ».

## Récompenses
- 1998 : Prix Inkpot
- 1999 : Temple de la renommée Will Eisner
- 2014 : Temple de la renommée Joe Sinnott (à titre posthume), pour son œuvre d'encreur

## Bibliographie

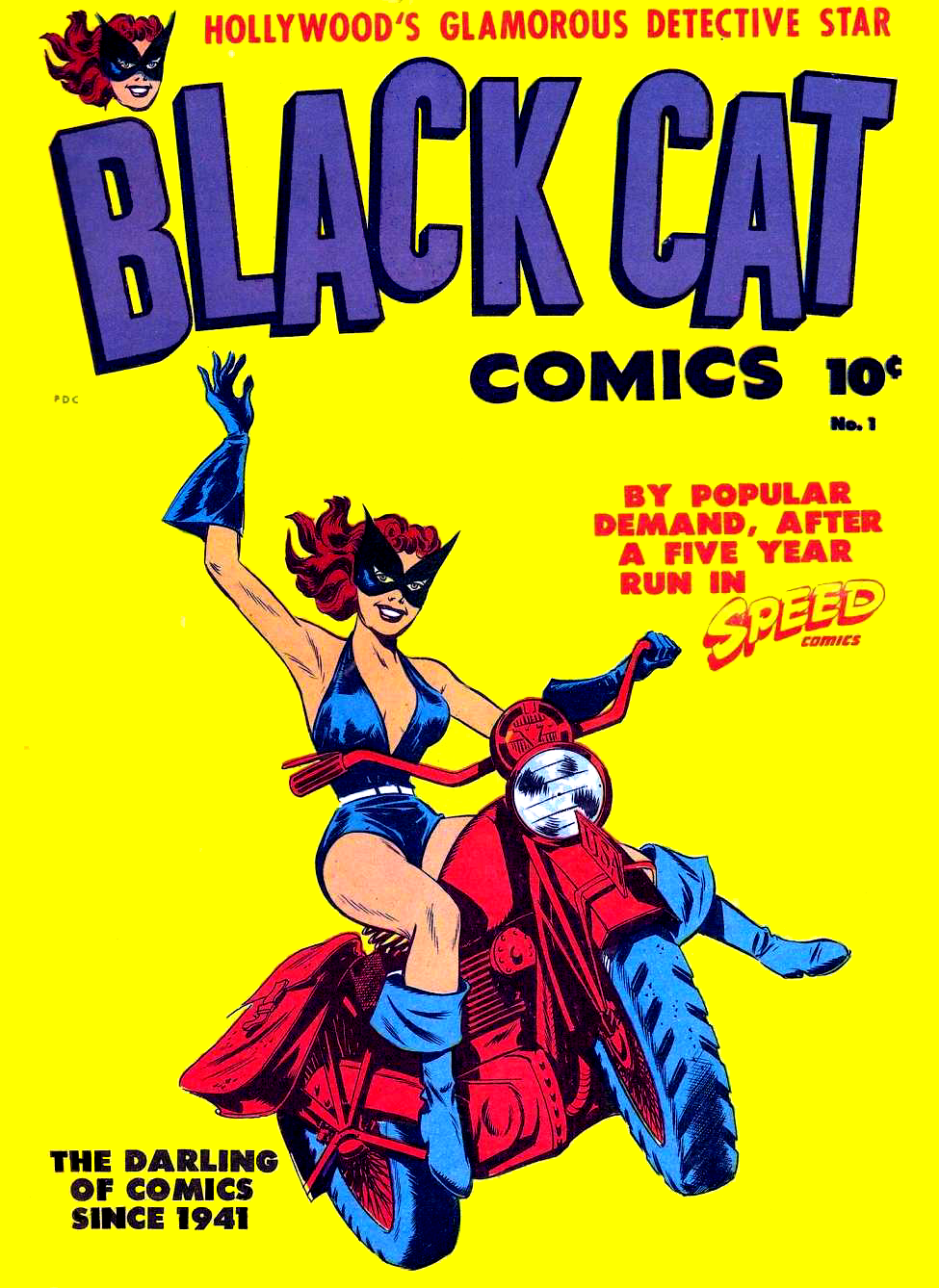
Couverture de Black Cat Comics no 1 (1946).